# ABDA

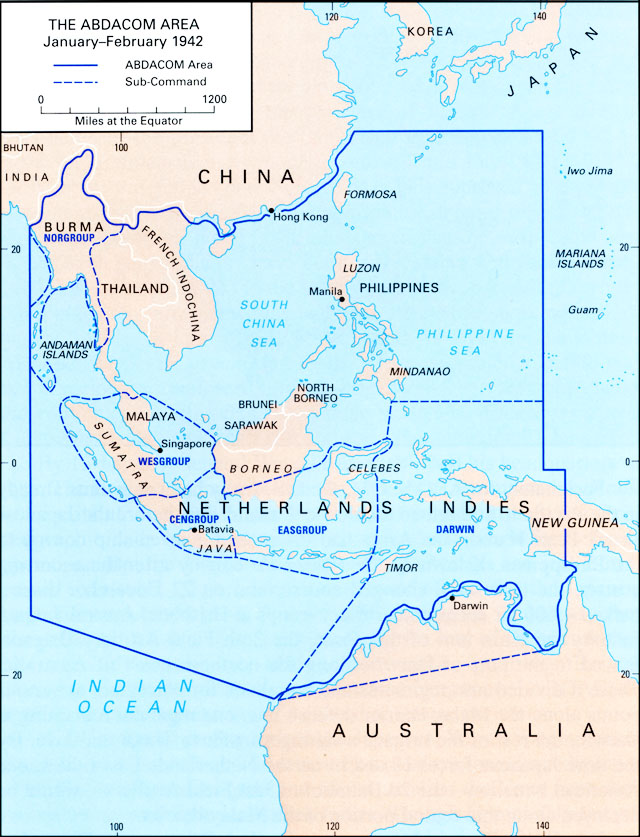
Зона ответственности ABDA

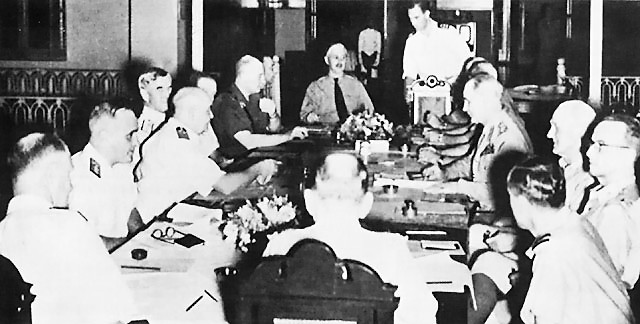
Первое заседание командования ABDA

Командование американскими, британскими, голландскими и австралийскими вооружёнными силами (ABDA) (англ. American-British-Dutch-Australian (ABDA) Command) — союзное командование, созданное 15 января 1942 года для согласования действий в Юго-Восточной Азии. Командование должно было руководить военными операциями как на суше, так и на море. Верховным главнокомандующим был назначен британский генерал сэр Арчибальд Уэйвелл, американский адмирал Томас Харт был назначен командующим «флота ABDA». Сухопутные войска возглавлял голландский генерал-лейтенант Хейн тер Портен, авиацию — британский маршал авиации Ричард Пирс. Командование размещалось в Батавии, столице Голландской Ост-Индии.

## Создание
По вопросу о создании АБДА во главе с верховным главнокомандующим правительства Англии, США, Голландии, Австралии, Новой Зеландии, Индии и Китая обменялись по телеграфу десятками тысяч слов, зашифрованных самым надежным образом. Командование АБДА комплектовалось в строгом соответствии с требованиями отдельных стран, и от каждой из них входили представители армии, флота и военно-воздушных сил.
ABDA контролировало огромные территории, охватывающие территорию от Бирмы на западе до Голландской Новой Гвинеи и Филиппин на востоке. Другие районы, включая Индию и Гавайи, официально оставались под отдельным командованием, и на практике генерал Дуглас Макартур полностью контролировал силы союзников на Филиппинах. По настоянию Уэйвелла к зоне ABDA была добавлена западная половина северной Австралии. Остальная часть Австралии находилась под контролем Австралии, как и её территории Папуа и Новая Гвинея.
ABDA было поручено удерживать Малайский барьер как можно дольше, чтобы сохранить контроль союзников над Индийским океаном и западными морскими подходами к Австралии. Это была почти безнадежная задача, учитывая превосходство Японии в военно-морских силах в западной части Тихого океана. Задача была дополнительно осложнена добавлением Бирмы к зоне ответственности командования; трудности координации действий между силами четырёх национальностей, которые использовали различную технику и не проходили совместную подготовку; и различные приоритеты национальных правительств.
Британские лидеры были в первую очередь заинтересованы в сохранении контроля над Сингапуром; военная мощь Голландской Ост-Индии пострадала в результате поражения Нидерландов в 1940 году, и голландская администрация была сосредоточена на защите острова Ява; австралийское правительство активно участвовало в войне в Северной Африке и Европе, и имело мало доступных военных ресурсов; Соединённые Штаты были заняты обороной Филиппин, которые в то время были зависимой территорией США.

## Ликвидация ABDA
Командование ABDA было ликвидировано 21 февраля 1942 года в связи с угрозой захвата японскими войсками острова Ява. Генерал Уэйвелл был назначен командующим британскими войсками в Индии и Бирме.